# Maria Sławoszewska
Maria Sławoszewska (* 10. Februar 1903 in Chołoniów, Russisches Kaiserreich (heute Холонів, Rajon Horochiw, Ukraine); † 14. Mai 1979 in Danzig) war eine polnische Historikerin und Archivarin. Sie wurde 1968 als erste Frau Direktorin des Danziger Staatsarchivs (polnisch Wojewódzkie Archiwum Państwowe w Gdańsku).

## Leben
Maria Sławoszewska wurde 1903 in Wolhynien geboren. Sie studierte von 1923 bis 1928 Geschichte an der Jagiellonen-Universität in Krakau und absolvierte 1932 ihre Promotion. Sławoszewska wurde 1966 Dozentin an der Universität Danzig. 
Sławoszewska arbeitete 1945 in der Danziger Stadtbibliothek und wechselte 1947 an das Staatsarchiv. Als Leiterin der Abteilung für die Akten der Stadt Danzig wurde sie im Mai 1968 amtierende Direktorin des Archivs. Im November 1969 übergab sie das Amt an Czesław Biernat.
Sławoszewska war in der Gesellschaft der Freunde der Wissenschaft und Kunst (TPNiS, Towarzystwo Przyjaciół Nauki i Sztuki) und der Danziger Wissenschaftlichen Gesellschaft (GTN, Gdańskie Towarzystwo Naukowe) aktives Mitglied.

## Schriften (Auswahl)
- mit Teresa Węsierska-Biernatowa und Janina Czaplicka:  Archiwum miasta Gdańska. Naczelna Dyrekcja archiwów państwowych, Warszawa 1970.
- Gdańskie „Missiva“.
- Wojewódzkie Archiwum Państwowe w Gdańsku.
- Zarys dziejów Archiwum miasta Gdańska.